# Кіблич
Кі́блич — село в Україні, у Гайсинській міській громаді Гайсинського району Вінницької області. Розташоване на обох берегах річок Рахнянка та Кіблич за 18 км на південний схід від міста Гайсин. Населення становить 1 115 осіб (станом на 1 січня 2015 р.).

## Герб
Село має історичний герб. В червоному щиті зліва виходить рука в срібних обладунках, яка тримає золоту шаблю.

## Історія
Назва села походить від татарського слова «кубло» або «кублан», що, нібито, означає «сотня». Що саме командир цієї сотні сотник або «кублич» заснував фортецю на трьох пагорбах біля річки. На честь нього і була названа ця фортеця — Кублич. Це було ще тоді, коли в краї панували татари. Згодом українське козацтво звільнило українські землі від чужинців, а фортеця з підземельними ходами, які ще й нині можна знайти в центрі села, залишилася. Неподалік існували три маленьких села. Нині відомо, що одне з них носило назву Гончарівка. Жителі цих сіл, боячись нових нападів татар, перебралися за вали фортеці. Саме так, за народними переказами, з'явилося село.
Кіблич вперше згадується в документах кінця XVI ст., як село Кублич Гранівського ключа, власність князів Четвертинських. У 1605 році його придбав Ієронім Синявський. Згодом, як посаг він перейшов до Чарторийських.
1672 року — Кублич, який спустошили союзні Петрові Дорошенку татари, вже названий містечком.
1744 року — король на прохання воєводи руських земель Августа Чарторийського надав Кубличу Магдебурзьке право, герб «Погоня», привілей на 12 річних ярмарків і 2 торги на тиждень, що визначило характер містечка як торговельного осередку Гайсинського повіту.
7 (20) листопада 1917 року, відповідно до Третього Універсалу Української Центральної Ради, увійшло до складу Української Народної Республіки.
12 червня 2020 року, відповідно до розпорядження Кабінету Міністрів України № 707-р «Про визначення адміністративних центрів та затвердження територій територіальних громад Вінницької області», село увійшло до складу Гайсинської міської територіальної громади.
19 липня 2020 року, в результаті адміністративно-територіальної реформи та ліквідації Гайсинського району (1923—2020), село увійшло до складу новоутвореного Гайсинського району.

## Відомі люди
- Едуард Вадимович Фере — генерал-полковник МВС України
- Касян Андрій Пилипович — гвардії капітан, Герой Радянського Союзу
- Фармагей Юрій Миколайович (1972—2019) — старший солдат Збройних сил України, учасник російсько-української війни.
- Швець Антон Юрійович — український паратхеквондист.